# Hugo Alnefelt
Hugo Alnefelt (Danderyd, Suecia, 4 de junio de 2001) es un jugador profesional sueco de hockey sobre hielo que se desempeña en la posición de guardameta en Tampa Bay Lightning, equipo de la National Hockey League (NHL).

## Carrera
Fue seleccionado en la tercera ronda en la NHL Entry Draft de 2019. En 2021 hizo su debut profesional con el equipo Tampa Bay Lightning, donde lleva jugando una temporada.